# Аваш (пагорб)
Аваш — пагорб вулканічного походження в районі міста Мішкольц, Угорщина.
Його вершина (234 м над рівнем моря, 104 м над містом) є найвищою точкою Мішкольца. На вершині пагорба стоїть телевізійна вежа висотою 72 метра, яка була побудована в 1963 році і була символом міста. З оглядового майданчика телевізійної вежі відкривається чудова панорама на місто та його околиці. Попередня вежа була зроблена з дерева за проектом Балінта Сегхалмі і за формою нагадувала дерев'яну церкву. Вона була знищена радянськими солдатами під час революції в 1956 році.
Назва пагорба походить від стародавнього угорського слова «заборонено», оскільки пастухам був заборонений випас їх стад на пагорбі, щоб не обрушилися старі винні погреби.

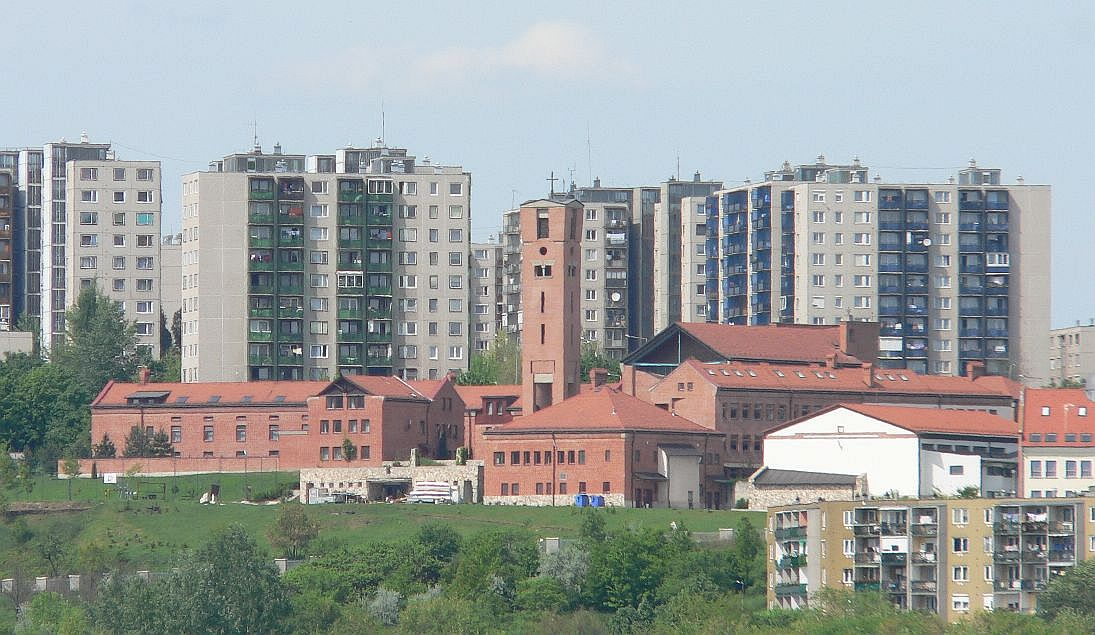
Єзуїтська середня школа і церква в оточенні житлових будинків

На початку XX століття на пагорбі Аваш було виявлено кілька доісторичних артефактів, які доводять, що тут жили люди, що належать до селетської культури (назву ця культура отримала від печери Селети, де були виявлені важливі археологічні знахідки). Печери Аваша, в яких жили древні люди, тепер використовуються як винні погреби.
На північній частині пагорба, недалеко від площі Ержебет знаходиться готичний протестантський собор Аваш XIII століття з дзвіницею — найдавніша будівля Мішкольца (інша найдавніша споруда — замок Дйошдйор). Район виритих неподалік в пісковику винних погребів отримав назву Кіс Аваш (Avas KIS) або «малий Аваш».
У південній частині пагорба Аваш знаходиться найбільший житловий комплекс міста (Аваш-Південь) — типовий район епохи соціалізму з багатоповерховими панельними будинками, в яких проживає одна третина населення міста.